# Toby Wilkinson
Toby Wilkinson   (25 de març de 1969) és un egiptòleg i acadèmic anglès. Després d'estudiar egiptologia a la Universitat de Cambridge, va ser investigador Lady Wallis Budge al Christ's College de Cambridge (1993 a 1997) i a la Universitat de Durham (1997 a 1999). Més endavant, l'any 2003, va esdevenir membre del Clare College de Cambridge. Del 2017 al 2021 fou vicerector adjunt  de relacions internacionals a la Universitat de Lincoln, i després vicerector de la Universitat Nacional de Fiji del gener del 2021 al desembre del 2021.
L'any 2011, Wilkinson va rebre el premi Hessell-Tiltman pel seu llibre L'ascens i la caiguda de l'antic Egipte: la història d'una civilització des del 3000 aC fins a Cleopatra.

## Biografia
Wilkinson va néixer el 1969. Va estudiar egiptologia al Downing College de Cambridge . Es va graduar amb una llicenciatura en arts (BA), rebent el prremi Thomas Mulvey d'Egiptologia. Va completar el seu philosophiae doctor (PhD) al Christ's College de Cambridge el 1993, amb una tesi doctoral titulada Egipte en transició: cronologia predinàstica-dinàstica primerenca i els efectes de la formació estatal.

## Carrera acadèmica
El primer càrrec acadèmic de Wilkinson, de 1993 a 1997, va ser com a investigador en egiptologia de la Lady Wallis Budge al Christ's College de Cambridge. De 1997 a 1999, va ser investigador Leverhulme a la Universitat de Durham. Després d'això, va decidir canviar de direcció acadèmica.
L'any 2003 Wilkinson va tornar a Cambridge i va esdevenir membre del Clare College de Cambridge. Aleshores, va crear l'oficina de desenvolupament de la universitat, centrada en comunicacions, recaptació de fons i relacions externes, i va exercir com a director de desenvolupament del 2003 al 2010. També és membre del consell editorial del Journal of Egyptian History. És investigador honorari del Departament d'Arqueologia de la Universitat de Durham. El juliol de 2011, va esdevenir cap de l'Oficina d'Estratègia Internacional de la Universitat de Cambridge. En aquest càrrec, va desenvolupar l'estratègia internacional de la universitat i va ajudar a facilitar col·laboracions internacionals.
L'any 2017, va esdevenir vicerector adjunt de Relacions Externes a la Universitat de Lincoln. El gener de 2021, es va traslladar al Pacífic Sud per convertir-se en vicerector de la Universitat Nacional de Fiji. Tanmateix, l'agost de 2021, va anunciar que al desembre d'aquest mateix any deixaria el càrrec per "motius familiars personals", pe, posteriorment, tornar al Regne Unit. El març de 2022, es va anunciar que tornaria al Clare College de Cambridge com a membre de Desenvolupament: va assumir el càrrec el 3 de maig de 2022. Va ser nomenat ecònom del Clare College el febrer de 2025.

## Honors
El 2011, Wilkinson va guanyar el Premi Hessell-Tiltman, atorgat a la millor obra de no-ficció de contingut històric, pel seu llibre "The Rise and Fall of Ancient Egypt: the History of a Civilisation from 3000 BC to Cleopatra".
El 3 de març de 2017, Wilkinson fou elegit membre de la Society of Antiquaries of London (FSA). També és membre de la Royal Historical Society.

## Obres seleccionades
- Formació de l'estat a Egipte: cronologia i societat (1996), British Archaeological Reports (BAR) International
- Egipte dinàstic primerenc (1999), Routledge
- Annals Reials de l'Antic Egipte: la Pedra de Palerm i els seus Fragments Associats (2000), Kegan Paul
- Gènesi dels faraons: nous descobriments dramàtics que reescriuen els orígens de l'antic Egipte (2003), Thames & Hudson
- El Diccionari Thames and Hudson de l'antic Egipte (2a edició 2008), Thames & Hudson
- Vides dels antics egipcis: faraons, reines, cortesans i plebeus (2007)
- (Editor) El món egipci (2009), Routledge
- L'ascens i la caiguda de l'antic Egipte (2010). Publicat per Bloomsbury (Regne Unit) el 2 d'agost de 2010 i per Random House (EUA) el 15 de març de 2011
- El Nil: Un viatge riu avall a través del passat i el present d'Egipte (2014), Knopf
- Aristòcrates i arqueòlegs: un viatge eduardià pel Nil (2017), The American University in Cairo Press
- Un món sota les sorres: L'edat d'or de l'egiptologia (2020), WW Norton
- La trompeta de Tutankamon: la història de l'antic Egipte en 100 objectes (2022), Pan MacMillan
- Ramsès el Gran: el rei dels reis d'Egipte (2023), Yale University Press
- L'última dinastia: l'antic Egipte des d'Alexandre el Gran fins a Cleopatra (2025), WW Norton